# イー・カムトゥルー
株式会社イー・カムトゥルーは、かつて存在した日本の外食系IT企業。北海道札幌市中央区に本社を置いていた。

## 概要
基幹事業として飲食店の日次決算管理を効率化するSaas型クラウドサービス (Win-Board) を開発、運用するレストランテック製品と提供していた。
代表取締役の上田正巳が2000年5月に創業した。上田は大学卒業後、株式会社財界さっぽろに入社。同社が発刊する経済誌「財界さっぽろ」の記者を務める傍ら、自ら立ち上げた札幌市内のベンチャー企業経営者を組織化し、『上勇会』と名付けた異業種交流会を立ち上げ、道内経済界のトップと、上勇会の経営者たちとのマッチングを主軸に、会員企業のインキュベーターとして活動していた。
その後会員企業の中から、株式会社タスコシステムや株式会社メディカルサポート（現・LEOC）といった企業のIPOを側面から支援し、「北海道を出て全国に多店舗展開していくサービス業を、ITで支援するシステム会社があっても良いのはないか」という発想から、自ら代表取締役となり創業。
2024年2月に「Win-Board」「れすだく」などのSaas事業を会社分割により設立された株式会社イー・クラウドサービスへ譲渡。イー・カムトゥルーが保有していたイー・クラウドサービス株式は同年8月1日付で株式会社fonfunへ譲渡された後、イー・クラウドサービス自体も同年9月30日にfonfunへ吸収合併された。
イー・カムトゥルー自体も、2025年3月7日に札幌地方裁判所から破産手続開始決定を受けた。

## 沿革
- 2000年（平成12年）5月 - 北海道札幌市に情報処理システムのコンサルティングを目的に株式会社イー・カムトゥルーを設立。
- 2001年（平成13年）
  - 1月 - 東京出張所を東京都中央区に開設。
  - 8月 - SaaS型業務アプリケーション「Win‐Board.biz」のサービス開始。
- 2003年（平成15年）9月 - 本社を札幌市中央区・パークイースト札幌ビルに移転。
- 2005年（平成17年）10月 -「Win-Board.biz」がソフトウェア55選に選出。
- 2006年（平成18年）
  - 1月 - 東京出張所を東京事務所とする。
  - 2月 - ISMS認証基準（Ver.2.0）を取得。
  - 7月 -「Win-Board.biz」のソースライセンスを販売開始。
  - 10月 - JIS Q 27001:2006（ISO/IEC 27001:2005）を取得。
- 2007年（平成19年）5月 - 特定労働者派遣事業資格取得。北海道札幌市に派遣事業を目的にイーカム・ワークス株式会社を設立。
- 2013年（平成25年）12月 - イーカム・ワークス株式会社がWebサイト「札幌100マイル」を買収。
- 2014年（平成26年）
  - 2月 - アジア展開の拠点として、シンガポール事務所を開設 (ECOME GLOBAL SERVICE PTE.LTD.)。
  - 10月20日 - 東京証券取引所TOKYO PRO Marketに上場。
- 2015年（平成27年）
  - 2月 - 日本企業の東南アジア進出支援並びに東南アジア企業の日本進出支援事業を開始。
  - 5月 - 外食産業を中心としたフランチャイズ本部支援サービス「FCLab」を開始。
- 2018年（平成30年）12月 - 労働者派遣事業、有料職業紹介事業資格取得。システムエンジニアリングサービス事業開始、ベトナムラボ型オフショア開発事業「HCMLab」開始。
- 2019年（令和元年）6月 - Win-Board.bizをリニューアル。飲食店向け日次決算プラットホーム「Win-Board」としてリリース（β版。現・「れすだく」）。
- 2020年（令和4年）7月 - 飲食店向け顧客管理および予約管理サービス「れすとれ」サービスを開始。
- 2021年（令和3年）8月18日 - 東京証券取引所TOKYO PRO Market上場廃止。
- 2022年（令和4年）4月 - 本社を現在地に移転。
- 2024年（令和6年）
  - 2月7日 - 「Win-Board」「れすだく」などのSaas事業を会社分割により設立された株式会社イー・クラウドサービスへ譲渡。
  - 8月1日 - 保有していた株式会社イー・クラウドサービス株式を株式会社fonfunへ譲渡。
- 2025年（令和7年）3月7日 - 札幌地方裁判所から破産手続開始決定を受ける。